# De'Anthony Melton

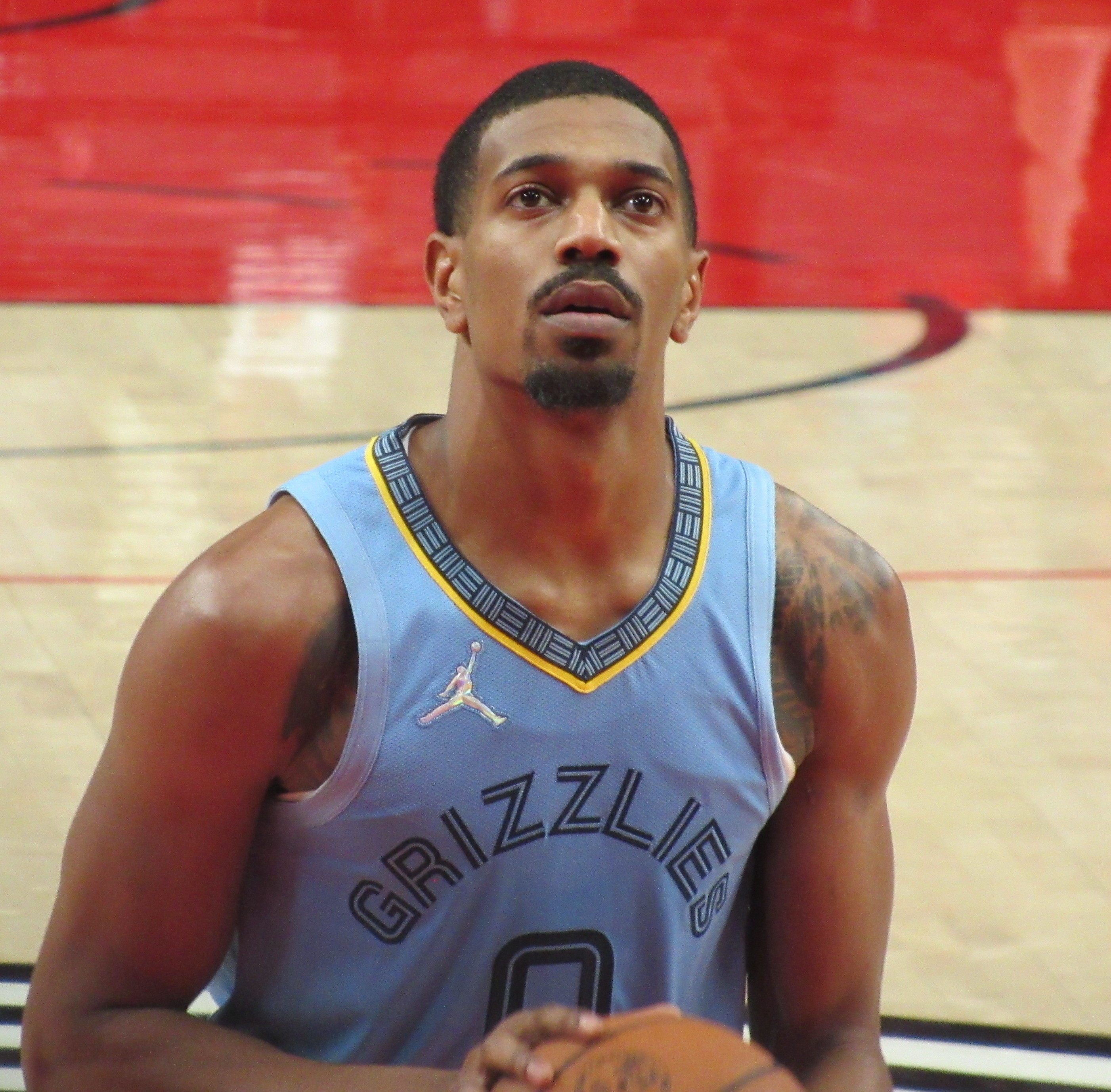
De'Anthony Melton, 2021.

De'Anthony Melton, född 28 maj 1998 i North Hollywood i Kalifornien, är en amerikansk professionell basketspelare (SG/PG) som spelar för Brooklyn Nets i National Basketball Association (NBA). Han har tidigare spelat för Phoenix Suns, Memphis Grizzlies, Philadelphia 76ers och Golden State Warriors.
Melton draftades av Houston Rockets i andra rundan i 2018 års draft som 46:e spelare totalt.
Innan han blev proffs studerade Melton på University of Southern California och spelade för deras idrottsförening USC Trojans.